# Eversione
Eversione (indicata a volte anche con l'espressione sovversione) è un termine che descrive genericamente l'atto di sconvolgere o rovesciare un ordine o un potere precostituito o lo status quo, solitamente mediante espedienti violenti e con l'utilizzo di strumenti o atti terroristici o rivoluzionari.
Per esempio nell'ordinamento giuridico italiano, un atto si definisce eversivo se determina un rischio concreto per le istituzioni democratiche. Più precisamente si parla di eversione dell'ordine democratico, in cui l'insieme degli atti volti a sovvertire o minare l'ordine costituzionale avviene attraverso il turbamento delle strutture sociali con l'obiettivo finale di destabilizzarle. Questa materia viene disciplinata e punita dagli articoli 270-bis e 280 del codice penale. Solitamente nell'epoca contemporanea, nella linguistica italiana la definizione di atto eversivo ha una connotazione più negativa e nefasta rispetto all'omologo aggettivo sovversivo.
Espressione si riferisce principalmente a un processo mediante il quale i valori e i principi di un sistema preesistente e consolidato vengono contraddetti o capovolti nel tentativo di trasformare l'ordine sociale vigente e tutte le sue strutture di potere e d'autorità, le gerarchie e le norme sociali, andando a minare e attaccare la morale pubblica.
L'eversione viene utilizzata maggiormente come strumento per raggiungere obiettivi politici, poiché generalmente comporta meno rischi, costi e difficoltà rispetto ad una disputa o a uno scontro aperto. Inoltre può essere utilizzata anche come strumento o azione di guerriglia.
I gruppi terroristici generalmente non utilizzano la sovversione come strumento cardine per il raggiungimento dei loro obiettivi. Tuttavia, le azioni intraprese dai terroristi possono produrre delle conseguenze che causano un effetto sovversivo sulla società. La sovversione può implicare l'uso di metodi corruttivi o violenti per realizzare tale cambiamento.
Inoltre si può configurare e realizzare anche l'eversione esterna, in cui "uno stato aggressore tenta di reclutare, finanziare e spalleggiare politici e militari autoctoni per rovesciare il governo locale attraverso un colpo di Stato". Se il tentativo di eversione dovesse fallire nel suo obiettivo di provocare un colpo di stato, è possibile che le azioni del gruppo eversivo tramutano in insurrezione, e dall'insurrezione passino alla guerriglia.

## Comprensione concettuale
Definire e comprendere la sovversione significa identificare entità, strutture e cose che possono essere sovvertite. Inoltre, può aiutare a identificare pratiche e strumenti che non sono sovversivi. Le istituzioni e la morale possono essere sovvertite, ma l'ideologia d'altro canto no. La caduta di un governo o la creazione di un nuovo governo a seguito di una guerra esterna non è sovversione. Lo spionaggio non è considerato sovversione perché non è un'azione che porta direttamente al rovesciamento di un governo. Le informazioni raccolte dallo spionaggio possono essere utilizzate per pianificare e svolgere attività sovversive.
Per comprendere cosa sia considerato sovversivo è necessario comprendere l'intento di chi agisce. Questo rende difficile definire e identificare la sovversione. Come sottolinea Laurence Beilenson, "Criticare un governo nel tentativo di riformarlo o di cambiarne le politiche non è sovversione, anche se tale critica può contribuire al rovesciamento. Ma la critica volta a favorire un rovesciamento progettato diventa sovversiva, indipendentemente dal fatto che sia giusta o sbagliata".

## Tipi
La sovversione può essere generalmente suddivisa in sovversione interna ed esterna, ma questa distinzione non implica che ciascuna segua un insieme specifico di strumenti e pratiche unici e distinti. Ogni campagna sovversiva è diversa a causa delle differenze sociali, politiche, economiche, culturali e storiche di ciascun paese. Le attività sovversive vengono impiegate sulla base di una valutazione di questi fattori. Questa suddivisione chiarisce semplicemente chi sono gli attori. Mentre gli attori sovversivi possono essere diversi, i bersagli che presto saranno sovvertiti sono gli stessi. Come identifica Paul W. Blackstock, le élite al potere e politiche sono i bersagli finali della persuasione perché controllano gli strumenti fisici del potere statale.
La sovversione interna è costituita da azioni intraprese da coloro che si trovano all'interno di un paese e può essere utilizzata come strumento di potere. Nella maggior parte dei casi, l'uso o la minaccia della forza è l'ultimo passaggio della sovversione interna.
La sovversione esterna è costituita da azioni intraprese da un altro paese in cooperazione con i propri alleati all'interno del paese sovvertito e può essere utilizzata come strumento di politica estera. I volontari stranieri provenienti da un altro paese non sono sufficienti per qualificarsi per la sovversione esterna. La ragione di ciò è che gli individui possono legittimamente condividere la causa dei dissidenti sovversivi interni e aver prestato volontariato legittimamente. Solo quando il governo stesso fornisce a una nazione denaro, armi, rifornimenti o altri aiuti ai dissidenti si può parlare di sovversione esterna.

## Strumenti e pratiche
Le azioni sovversive possono essere generalmente raggruppate in tre categorie interrelate:
- Creare società di copertura (o "gruppi di facciata") e penetrare e manipolare i partiti politici esistenti
- Infiltrazione nelle forze armate, nella polizia e in altre istituzioni dello Stato, nonché in importanti organizzazioni non governative
- Generare disordini civili attraverso manifestazioni, scioperi e boicottaggi[16].

Anche altri fattori, pur non rientrando specificamente in queste categorie, possono essere utili ai dissidenti sovversivi. Ad esempio, i sovversivi possono infiltrarsi in un'organizzazione per sovversione culturale più che per controllo. I disordini civili possono essere utilizzati per provocare una risposta violenta da parte del governo.

### Infiltrazione e creazione di gruppi di facciata
Affinché un gruppo abbia successo nel sovvertire un governo, il gruppo stesso e le sue idee devono essere visti come un'alternativa accettabile allo status quo. Tuttavia, i gruppi che operano per sovvertire un governo, in molti casi, seguono idee e promuovono obiettivi che, a prima vista, non riceverebbero il sostegno della popolazione. Pertanto, "per ottenere credibilità pubblica, attrarre nuovi sostenitori, generare entrate e acquisire altre risorse, i gruppi devono intraprendere attività politiche completamente separate, o apparentemente separate, dalle attività apertamente violente di quei gruppi. A volte questo si ottiene infiltrandosi in partiti politici, sindacati, gruppi comunitari e organizzazioni benefiche". L'infiltrazione nelle organizzazioni è uno strumento importante perché queste istituzioni sono già considerate legittime agli occhi della gente e forniscono una piattaforma per esprimere le proprie idee. Quando si infiltra, il dissidente identifica i bisogni dell'organizzazione e poi collega tali bisogni alle soluzioni che la sua ideologia può fornire. Questa era una tecnica impiegata dal Partito Comunista degli Stati Uniti. Una volta che l'organizzazione è stata cooptata, il dissidente può quindi passare a stabilire legami con altri gruppi. Inoltre, oltre a ottenere una possibile legittimità per le sue idee, l'infiltrazione di questi gruppi può "rafforzare alleati politici, attaccare le politiche governative e attrarre sostegno internazionale". Se alcune organizzazioni sono troppo difficili da infiltrare, potrebbe essere necessario creare nuove organizzazioni che sembrano indipendenti ma che in realtà sono sotto la direzione del gruppo sovversivo.
L'infiltrazione nelle organizzazioni statali può offrire ai gruppi sovversivi l'opportunità di fare molte cose per raggiungere i loro obiettivi. L'infiltrazione nelle forze di sicurezza può fornire informazioni sulle capacità del governo e su come questo intende affrontare le attività del gruppo. L'infiltrazione offre anche l'opportunità di diffondere false informazioni, indurre il governo a una cattiva allocazione delle risorse, rubare fondi, armi, attrezzature e altre risorse e, in definitiva, contribuire a indebolire e delegittimare il governo. Gli obiettivi dell'infiltrazione non si limitano ai gruppi e alle istituzioni sopra menzionati. Anche le industrie economiche e le università sono state prese di mira dall'infiltrazione. Nel caso delle università, i dipartimenti di arti liberali sono più inclini alla sovversione rispetto alle scienze dure.

### Metodi russi e francesi
Dominique Poirier, ex dipendente e specialista in guerra della comunicazione presso i servizi segreti francesi, la DGSE, descrive ampiamente la sovversione in un libro sulle pratiche e i metodi di questa agenzia pubblicato nel 2019, tuttavia, sorprendentemente, usa raramente il sostantivo "sovversione". Pur presentando e descrivendo ampiamente i metodi russi e francesi di sovversione e contro-sovversione, spiega che la comunità dell'intelligence francese in particolare usa il termine "guerre de l'information", o "guerra dell'informazione". Quindi, "guerra dell'informazione" include una serie di altri sostantivi, a volte di origine russa, ognuno dei quali denota un'azione specifica che può effettivamente descrivere un'azione di sovversione o contro-sovversione. A peggiorare ulteriormente quest'ultima differenza nella percezione dell'azione di sovversione, afferma inoltre che la guerra dell'informazione nella comunità dell'intelligence francese è governata a sua volta da misure attive che la DGSE, in qualità di principale agenzia di intelligence in Francia, ha adottato come dottrina "onnicomprensiva". In effetti, misure attive in Francia regolerebbero non solo tutte le attività di intelligence e controspionaggio, ma anche gli affari esteri e la diplomazia, la politica interna e persino le attività delle principali aziende e gruppi industriali e commerciali del paese, a partire da un periodo che egli colloca tra il 1980 e il 1982. Perché tutti questi ultimi sarebbero logicamente chiamati a partecipare a uno sforzo comune e coerente in materia di intelligence, controspionaggio, influenza e contro-influenza, sia sul suolo francese che all'estero. In realtà, la comunità dell'intelligence francese, e in particolare la DGSE, usano sempre i sostantivi "ingérence" (interferenza) e "contre-ingérence" (contro-interferenza) per designare rispettivamente "sovversione" e "contro-sovversione". La DGSE e almeno un'altra agenzia di intelligence di questo paese sono particolarmente attive in attività sovversive all'estero, spesso in collaborazione con il servizio di intelligence estero russo, SVR RF, con particolare attenzione agli Stati Uniti, come specificato da Dominique Poirier, sulla base di conoscenze ed esperienze dirette che coprono gli anni dal 1980 al 2001 circa. In quest'ultimo contesto, i principali metodi di sovversione che presenta come "azioni di influenza" e i relativi risultati attesi sono i seguenti.
La maggior parte delle azioni di sovversione francesi e russe, e di influenza interna, sono in realtà governate dalla nozione di influenza minoritaria, come inizialmente definita dallo psicologo sociale Serge Moscovici. Tuttavia, la DGSE in particolare progetta tutte queste azioni in conformità con i fondamenti di un approccio scientifico affine al comportamentismo, chiamato "biologia comportamentale" (in francese: biologie comportementale), inizialmente stabilito nei primi anni '80 dallo scienziato militare francese Henri Laborit. Inoltre, la narrazione, o "obiettivi formali" dell'azione di sovversione – quando ce n'è una, poiché la biologia comportamentale si concentra sull'agire sull'inconscio, o Es, localizzato nel cervello rettiliano come definito da Paul D. MacLean – è definita in conformità con i fondamenti dell'epistemologia, un'altra importazione russa nella guerra dell'informazione francese e nelle misure attive.
L'espressione "sensibilizzazione" "fu un'importazione sovietica che ebbe luogo in Francia durante la fase preparatoria delle rivolte e degli scioperi generali del maggio 1968. Avvenne nei primi mesi di quell'anno, inizialmente come una tecnica sofisticata nell'Agit-Prop, nota nel KGB sovietico con il nome di сенсибилизация (siencibilizatz'iya), altrimenti utilizzata in altri campi dell'epistemologia in Unione Sovietica. In Francia, a quest'ultima parola russa fu data definitivamente la traduzione di 'sensibilizzazione' intorno al marzo 1968, poiché questa parola, dal suono simile, esisteva già con altri significati in questo paese. Questi ultimi fatti spiegano perché la sensibilizzazione sia la stessa, nel suo principio, dell'altro metodo di 'influenza delle minoranze' nell'Agit-Prop." "Un'azione di sensibilizzazione in misure attive può mirare a influenzare l'opinione pubblica nel proprio paese o in quello di un paese straniero o in entrambi, e il suo obiettivo è quello di rendere masse di persone ricettive a una preoccupazione che può essere vera e fondata, o falsa e infondata nella realtà, o né del tutto vera e fondata né del tutto falsa e infondata ma "da qualche parte tra questi due assoluti". Quest'ultima ipotesi, che spesso ci si aspetta in misure attive, è spiegata e regolata dalle discipline della logica fuzzy e della teoria del caos, e generalmente mira a generare dubbio, confusione o inibizione, e quindi angoscia, malcontento o paura nelle menti delle persone.
Gli esperti francesi di influenza interna e sovversione usano colloquialmente il sostantivo "sonnambuli" (in francese: somnanbules) per chiamare "tutta la gente comune che compone le masse". La ragione che giustifica la scelta di questo sostantivo, in un certo senso dispregiativo, è che la stragrande maggioranza della "gente comune" non è in grado di distinguere tra informazioni neutrali e oggettive (notizie) e propaganda destinata a influenzare. Dal punto di vista degli specialisti, l'intera popolazione si comporta come milioni di "sonnambuli" pronti a credere a qualsiasi cosa i media, gli autori e gli agenti di influenza dicano e scrivano, indifferentemente. La ragione che spiega questa ingenuità è che le persone tendono a credere per quello che è il valore nominale di tutto ciò che è formalmente pubblicato e trasmesso, attribuendo erroneamente qualche virtù ufficiale e unanimemente approvata a media come pubblicazioni periodiche cartacee e audiovisive, libri e simili. Quindi, maggiore è il numero di persone realmente o apparentemente coinvolte nella pubblicazione/trasmissione di un fatto o di una fallacia, più vero sembra essere nel comprensione delle masse. Inoltre, maggiore è il numero noto di persone che hanno osservato, ascoltato o letto il fatto o l'errore, maggiore è la probabilità che "sia effettivamente vero", sempre nella comprensione delle masse.... Inoltre, in Francia, gli specialisti in influenza e contro-influenza hanno il compito di impedire alle masse di persone/"sonnambuli" di "svegliarsi" e capire di essere effettivamente ingannate in modo permanente, e con quali metodi e trucchi lo siano, poiché anche il loro stesso paese fabbrica e diffonde errori per loro. In altre parole, riguardo a quest'ultima spiegazione, insegnare alle masse metodi e tecniche dell'influenza straniera sarebbe efficace e salutare, senza dubbio, ma allo stesso tempo rivelerebbe loro l'influenza e la propaganda che il loro stesso governo confeziona e diffonde per loro.... Nella DGSE, una regola che allude colloquialmente a questa particolare definizione di sonnambulo recita: "Ils dorment; ne les réveillez pas" ("Loro [le masse] dormono, non svegliarle"). Edgar Morin, filosofo comunista francese, sociologo, ufficiale dei servizi segreti e fondatore di metodi e tecniche moderne di influenza e manipolazione di massa, è all'origine di questo particolare uso del termine sonnambulo. Morin diceva spesso "Eveillés, ils dorment" ("Svegliati, dormono"), citando il filosofo greco Eraclito. Pertanto, Morin insinuava che, considerate collettivamente, le persone comuni che costituiscono le masse siano troppo stupide per distinguere tra verità, influenza, propaganda e disinformazione. La traduzione completa della citazione di Morin sopra riportata è: "Tutti gli uomini camminano nel sonno e tutti hanno fede nel fatto di sognare: perché tutte le cose sono come sembrano a tutti e tutte le cose scorrono come un fiume".

### Economia
L'economia può essere uno strumento sia per i sovversivi interni che per quelli esterni. Per i sovversivi esterni, il semplice taglio del credito può causare gravi problemi economici a un paese. Un esempio di ciò sono le relazioni degli Stati Uniti con il Cile nei primi anni '70. Nel tentativo di far rimuovere Salvador Allende dalla carica, gli Stati Uniti cercarono di indebolire l'economia cilena. Il Cile ricevette pochi investimenti esteri e la perdita del credito impedì al Cile di acquistare importazioni vitali. Una pressione economica di questo tipo impedisce a un'economia di funzionare e riduce il tenore di vita di un paese. Se la riduzione è eccessiva, la popolazione potrebbe essere disposta a sostenere un cambio nella leadership del governo. L'obiettivo principale delle pressioni economiche è rendere difficile per il paese adempiere ai suoi obblighi fondamentali nei confronti dei cittadini, interrompendo gli scambi commerciali o privandolo di risorse.
I sovversivi interni possono anche usare l'economia per fare pressione sul governo attraverso lo sciopero. Un esempio di ciò è lo sciopero dei camionisti cileni degli anni '70. Lo sciopero impedì il trasporto di generi alimentari di base e costrinse quasi il 50% dell'economia nazionale a cessare la produzione. Attività di questo tipo creano problemi umani, economici e politici che, se non affrontati, possono mettere in discussione la competenza del governo.

### Agitazione e disordini civili

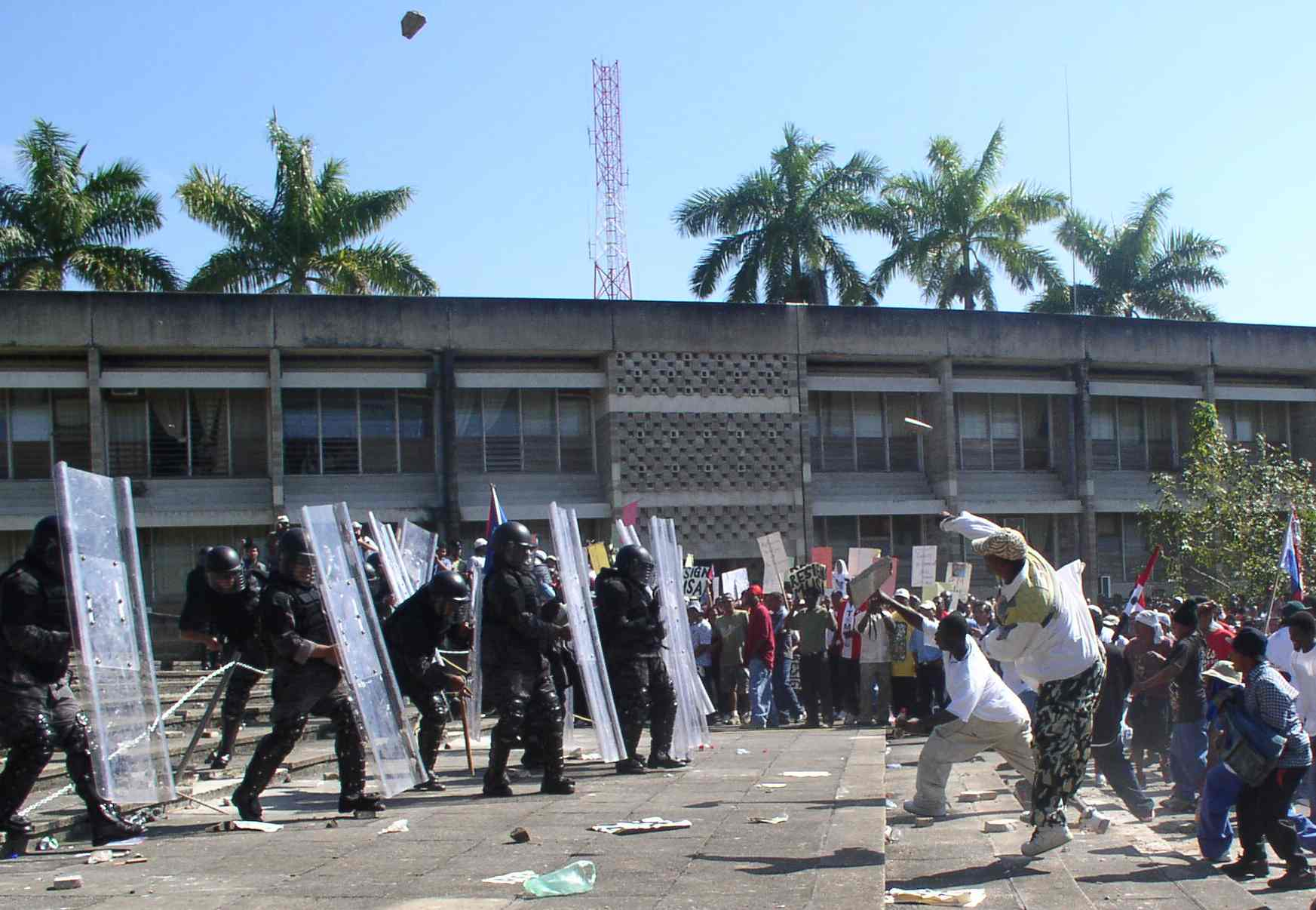
Esempio di disordine civile

Come definito da Laurence Beilenson, l'agitazione è "propaganda sovversiva attraverso azioni come manifestazioni di massa o scioperi politici, ovvero uno sciopero non inteso a favorire il sindacato o i lavoratori in senso ordinario, ma inteso invece contro il governo". Inoltre, la propaganda e l'agitazione, anche quando sono forme legali di libertà di parola, stampa e riunione, possono comunque essere classificate come attività sovversive. Questi strumenti dimostrano ulteriormente la necessità di determinare l'intento di coloro che agiscono per identificare le attività sovversive.
I disordini civili creano molti dei problemi che una campagna di insurrezione comporta. Innanzitutto, rappresentano un affronto all'autorità governativa e, se il governo non è in grado di sedare i disordini, portano a un'erosione del potere statale. Questa perdita di potere deriva dalla mancanza di fiducia del popolo nel governo per il mantenimento della legge e dell'ordine. A sua volta, la gente inizia a chiedersi se sia necessaria o meno una nuova leadership. Screditare, disarmare e demoralizzare il governo è l'obiettivo di queste attività e la causa della perdita di potere del governo. I disordini civili esauriscono le risorse poiché il governo è costretto a spendere più soldi per ulteriori forze di polizia. Inoltre, i disordini civili possono essere utilizzati per provocare una risposta da parte del governo. Negli anni '40, durante gli scioperi contro il Piano Marshall, i comunisti in Francia "provocavano deliberatamente la polizia e la gendarmeria ad atti di violenza repressiva al fine di sfruttare i 'martiri della causa' risultanti a fini di propaganda". Questi martiri e la successiva propaganda possono essere utili per mettere gruppi politici e sociali gli uni contro gli altri. Le forme meno violente di disordini, "come l'assenteismo dei lavoratori, la resistenza passiva, i boicottaggi e i tentativi deliberati di paralizzare le agenzie governative 'sovraccaricando il sistema' con falsi resoconti, possono avere effetti fortemente destabilizzanti, sia economicamente che politicamente".

### Terrore offensivo
Il terrore offensivo può essere definito come l'uccisione di persone, la distruzione di proprietà, il rapimento, ecc. Di solito è una parte minore della sovversione e "non è usato per esercitare la forza nel trasferimento del potere statale, ma è destinato a intimorire il popolo o il governante". La forza usata in questo modo è destinata a rafforzare altre forme di persuasione oltre a intimorire il popolo o i leader. Inoltre, proprio come i disordini e l'agitazione civile, solleva la questione se lo Stato possa o meno garantire la sicurezza della popolazione. Il terrore fornisce anche una motivazione pratica per rimuovere fisicamente gli oppositori politici. L'assassinio del leader di un'organizzazione può aprire la porta a un successore più favorevole alla posizione dei sovversivi o forse a qualcuno che si è infiltrato con successo nell'organizzazione ed è di fatto uno dei sovversivi.

### Tangenti
La tangente è uno degli strumenti di sovversione più comuni. La maggior parte delle società considera la tangente una forma di corruzione, ed è utilizzata come strumento sovversivo perché "implica l'indebolimento delle regole esistenti di condotta politica o morale". Può anche essere uno degli strumenti meno affidabili. I funzionari corrotti sono utili solo se agiscono. Tuttavia, le azioni intraprese nel tempo suscitano sospetti nell'opinione pubblica. Il funzionario deve essere in grado di nascondere accuratamente le proprie azioni o svolgere solo funzioni e azioni chiave. Per queste ragioni, i funzionari corrotti sono più efficaci quando viene chiesto loro di agire immediatamente. Nel caso di sovversione esterna, la tangente viene solitamente utilizzata per esercitare influenza piuttosto che per agire.

## Sovversione dell'egemonia culturale
Autori di tradizione postmoderna e post-strutturalista (inclusi, in particolare, autori ambientalisti e femministi), hanno delineato una forma di sovversione molto ampia. A loro avviso, non è direttamente il governo parlamentare a dover essere sovvertito, bensì le forze culturali dominanti, come il patriarcato, l'individualismo e lo scientismo.
Theodor W. Adorno sosteneva che l'industria culturale e il suo intrattenimento superficiale erano un sistema attraverso il quale la società era controllata attraverso una creazione dall'alto verso il basso di una cultura standardizzata che intensificava la mercificazione dell'espressione artistica; nel 1938, affermò che il capitalismo ha colonizzato ogni aspetto della vita a tal punto che "ogni piacere che si emancipa dal valore di scambio assume caratteristiche sovversive".
Utilizzare la cultura per apportare un cambiamento a un sistema politico attraverso l'integrazione di guerra politica e azione politica e prendendo di mira veicoli e istituzioni culturali è un altro strumento di sovversione. L'uso delle arti o, più in generale, della cultura è principalmente uno strumento per sovversivi esterni, poiché i sovversivi interni sono generalmente cittadini del paese e condividono la stessa cultura. È uno strumento che richiede un periodo di implementazione più lungo e i suoi effetti si rivelano nel tempo, a differenza di quelli di un attacco terroristico o di disordini civili. Pertanto, si potrebbe classificare questo strumento come un elemento di sovversione strategica. Gli obiettivi delle attività sovversive culturali sono tradizionalmente il cinema, la letteratura, la musica popolare, le istituzioni educative, i mass media, le organizzazioni religiose e di beneficenza e altre forme d'arte. I risultati attesi di queste attività sono persuadere o cooptare il pubblico, screditare le idee dei nemici e dividere le fazioni all'interno del campo nemico.
Lo Stato è incaricato di proteggere i valori di civiltà della società (libertà, uguaglianza, cameratismo, compassione, democrazia, istruzione, famiglia, religione, stato di diritto, diritti umani e civili, ecc.), "compresi i valori culturali/estetici che migliorano la qualità della vita e ne mantengono la legittimità". In situazioni in cui il governo non si comporta in modo adeguato nella protezione di questi valori, l'uso di strumenti come la letteratura, il cinema e la musica può essere utilizzato per ricordarli, nonché come forum per protestare e mettere in discussione la legittimità del governo. Inoltre, l'arte e la cultura consentono alle persone di connettersi a un livello emotivo che potrebbe attenuare le percezioni negative che si potrebbero credere di avere. Una volta rimosso lo stigma, la vittima potrebbe essere più ricettiva ad altri messaggi trasmessi. Questo individuo o gruppo non sarebbe più visto come completamente diverso da sé. Un altro esempio di come la cultura possa essere sovversiva si riscontra in Iran. La cultura, i media, l'arte occidentali, ecc. sono popolari tra i giovani del Paese, ma alcuni elementi sono vietati o limitati. Con il protrarsi dell'esportazione della cultura occidentale, si crea un conflitto tra lo Stato e i suoi cittadini. Il governo viene quindi percepito come insensibile o distante dalla popolazione.

## Legislazione

### Attività sovversiva
L'attività sovversiva consiste nel prestare aiuto, conforto e supporto morale a individui, gruppi o organizzazioni che propugnano il rovesciamento di governi in carica con la forza e la violenza. Tutti gli atti intenzionali volti a danneggiare gli interessi del governo e che non rientrano nelle categorie di tradimento, sedizione, deviazione, sabotaggio o spionaggio rientrano nella categoria delle attività sovversive.

### Cina continentale
La sovversione (cinese: 颠覆; pinyin: Diānfù) è un crimine nella Cina continentale. Il governo della Repubblica Popolare Cinese persegue i sovversivi ai sensi degli articoli da 102 a 112 del codice penale statale. Questi articoli specificano i tipi di comportamento che costituiscono una minaccia alla sicurezza nazionale e la Cina ha perseguito molti dissidenti, tra cui il premio Nobel per la pace Liu Xiaobo, utilizzando queste leggi. Tra questi, gli articoli 105 e 111 sono quelli più comunemente impiegati per mettere a tacere il dissenso politico. L'articolo 105 criminalizza l'organizzazione, la trama o l'esecuzione di sovversione dell'ordine nazionale, o l'uso di dicerie o diffamazione o altri mezzi per incitare la sovversione dell'ordine nazionale o il rovesciamento del sistema socialista. L'articolo 111 proibisce il furto, la raccolta segreta, l'acquisto o la fornitura illegale di segreti di Stato o di intelligence a un'organizzazione, istituzione o personale al di fuori del paese.

### Hong Kong
La sovversione è stata criminalizzata a Hong Kong il 30 giugno 2020 dalla legge sulla sicurezza nazionale di Hong Kong.

### Regno Unito
Nel diritto costituzionale britannico non esiste alcun crimine definito come "sovversione" (in contrapposizione al tradimento). Sono stati fatti tentativi di introdurre definizioni, ma non esiste un consenso generale tra i teorici politici e giuridici.
Storicamente, all'MI5 erano affidati poteri investigativi legali per quanto riguarda le minacce alla sicurezza nazionale causate dalla sovversione, ma nel Security Service Act del 1989 la sovversione non è menzionata e, secondo il sito web ufficiale dell'MI5, la sovversione non è più oggetto di indagine, a causa di una ridotta minaccia conseguente alla fine della guerra fredda e delle situazioni politiche associate a partire dagli anni '80.

### Stati Uniti
Nel diritto federale, il capitolo 115 dell'articolo 18 USC riguarda "Tradimento, sedizione e attività sovversive".
Come accennato in precedenza, i membri del Partito Comunista erano considerati dai legislatori sovversivi, soprattutto dopo la Rivoluzione russa. La Commissione per le attività antiamericane della Camera fu istituita nel 1938 per indagare su presunte slealtà e attività sovversive da parte di privati cittadini, dipendenti pubblici e organizzazioni sospettate di avere legami con i comunisti. Il senatore Joseph McCarthy divenne il volto pubblico più visibile di un periodo in cui le tensioni della guerra fredda alimentavano i timori di una diffusa sovversione comunista. Il termine "maccartismo", coniato nel 1950 in riferimento alle pratiche di McCarthy, inclusi gli attacchi pubblici al carattere o al patriottismo degli oppositori politici, fu presto applicato ad attività anticomuniste simili. Il senatore Pat McCarran sponsorizzò il McCarran Internal Security Act del 1950 e l'Immigration and Nationality Act del 1952, entrambi fortemente contestati nei tribunali, e da Harry S. Truman, che arrivò persino a porre il veto sul primo; Tuttavia, il veto è stato superato dal Senato con un margine di 57 a 10.
Nel 1943, la Corte Suprema stabilì che un editore dichiarato della dottrina comunista poteva essere naturalizzato cittadino degli Stati Uniti nel caso Schneiderman contro Stati Uniti, 320 U.S. 118 (1943).
Nel 1964, il caso Aptheker contro il Segretario di Stato esaminò se il passaporto potesse essere negato a un comunista. Aptheker vinse.
Il caso Elfbrandt contro Russell sollevava questioni relative alla costituzionalità di una legge dell'Arizona che richiedeva un giuramento ai dipendenti statali. William O. Douglas scrisse nel 1966, per una corte fortemente divisa, l'opinione della maggioranza secondo cui lo Stato non poteva richiedere il giuramento e la relativa spiegazione statutaria.
La Corte Warren si è pronunciata con una maggioranza di 5 a 4 nel caso Keyishian contro il Consiglio dei Reggenti (della SUNY) annullando la legge dello Stato di New York che proibiva ai professori di aderire a qualsiasi organizzazione che promuovesse il rovesciamento del governo degli Stati Uniti o a qualsiasi organizzazione ritenuta "traditrice" o "sediziosa" dai Reggenti, i quali hanno inoltre richiesto a insegnanti e dipendenti di firmare un giuramento di non appartenenza al Partito Comunista.

### Iran
La sovversione (persiano: براندازی, traslitterato: barandāzi) è un crimine in Iran. Il governo della Repubblica Islamica dell'Iran persegue i sovversivi ai sensi degli articoli da 498 a 500, 507 e 508 del codice penale iraniano.